# Flussuferwolfspinne

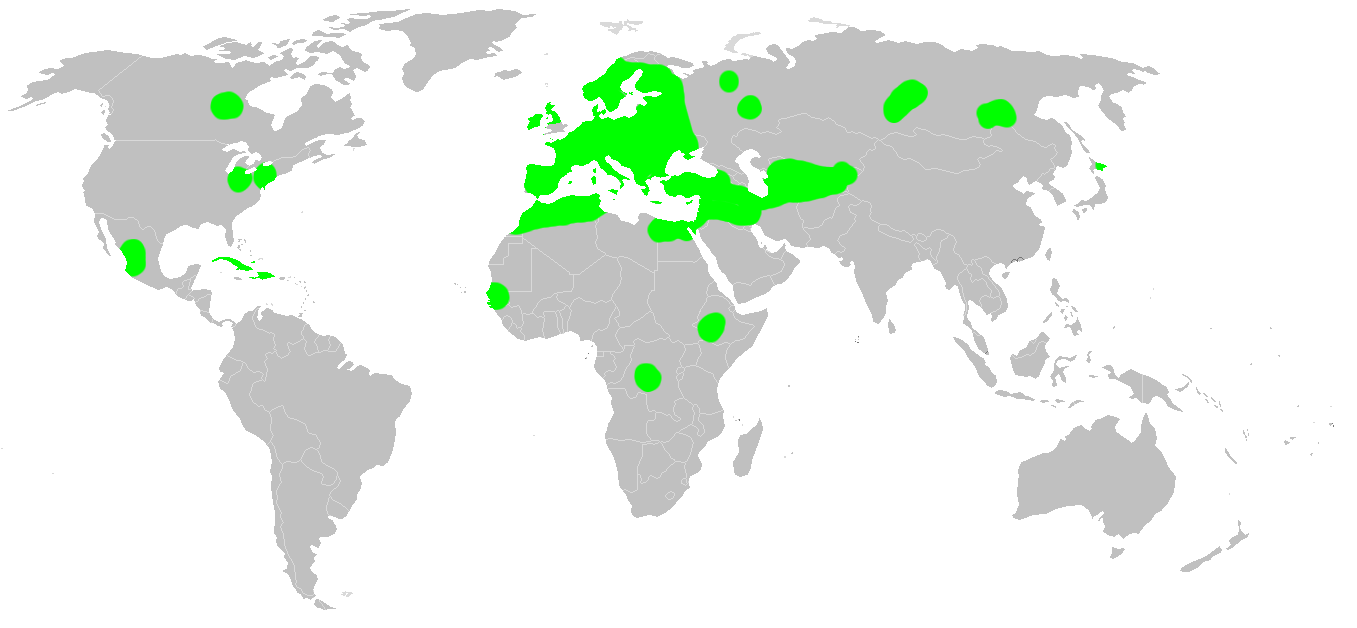
Verbreitungskarte

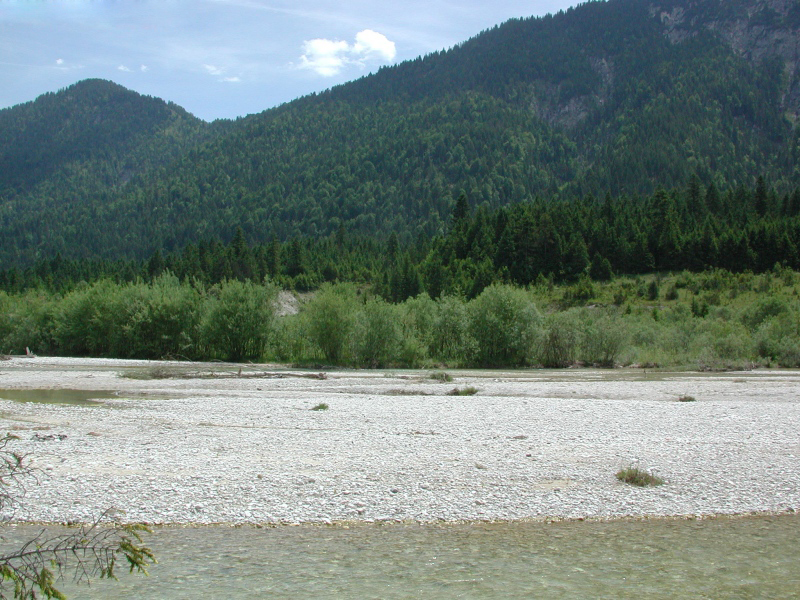
Lebensraum von Arctosa cinerea, hier das Kiesufer der Isar.

Die Flussuferwolfspinne (Arctosa cinerea), auch Flussufer-Riesenwolfspinne, Sand-Wolfspinne, Uferwühlwolf oder Sandtarantel genannt, ist eine Webspinnenart aus der Gattung der Wühlwölfe (Arctosa) innerhalb der Familie der Wolfspinnen (Lycosidae). Sie gehört zu den größten Wolfspinnen Mitteleuropas.

## Beschreibung
Männchen der Art erreichen eine Körperlänge von 12 bis 14 Millimeter, die etwas größeren Weibchen von 14 bis 17 Millimetern. Die Tiere sind in der Grundfärbung hell graubraun bis gelblichgrau gefärbt, der Hinterleib der Männchen gelegentlich etwas rötlich. Darauf befindet sich eine undeutliche und verwaschene dunkle Zeichnung, auf dem Hinterleib öfters paarig angeordnete helle Flecken. Mittig auf dem Hinterleib befindet sich wie bei allen Arten der Gattung ein gelber, pfeil- oder rautenförmiger Streifen. Die Beine sind auf der Oberseite kontrastreich hell-dunkel gefleckt und wirken geringelt, insbesondere beim Männchen.
Für eine sichere Bestimmung der Art ist, wie bei den meisten Spinnen, eine Untersuchung der Begattungsorgane erforderlich. Der Bulbus des männlichen Pedipalpus besitzt bei der Art im oberen Teil einen spitzen Fortsatz, die Tegularapophyse ist dreieckig. Beim Weibchen ist der mittlere Teil der Epigyne schmal, der vordere Rand der Epigynentasche schmal. Die Epigynengrube ist hinten genauso breit wie vorn, die Ränder des mittleren Balkens sind deutlich vom Vorderrand der Grube abgesetzt. Eine Bestimmung ist möglich mit dem Bestimmungsschlüssel bei Spinnen Europas.

## Verbreitung und Lebensraum
Die Art ist paläarktisch verbreitet. Sie kommt in ganz Europa, von Skandinavien bis zum Mittelmeerraum, und nach Osten bis Sibirien und bis in den Iran vor. Daneben gibt es eine dubiose alte Angabe aus dem Kongo (Zentralafrika). Alte Angaben für Nordamerika beziehen sich tatsächlich auf andere Arten, insbesondere Arctosa littoralis (Hentz, 1844). Sie fehlt in allen Landschaften, in denen ihre speziellen Habitatansprüche nicht erfüllt sind und gilt meist als selten. Sie lebt in Dünen und an sandigen Meeresküsten sowie auf Kiesbänken und vegetationsfreien Ufern von Flüssen, in den Bereichen, die der Fluss bei Hochwassern immer wieder umlagert, also immer in vegetationsarmen Lebensräumen. Von den Uferregionen ist sie sekundär in ähnlich strukturierte Sand- oder Kiesgruben übergegangen. Dank ihrer graubraunen Färbung ist sie sehr gut getarnt und wird daher nur selten entdeckt, obwohl die Tiere gelegentlich auch am Tag auf Jagdausflüge gehen. Die Tiere graben, wie andere Wolfspinnen, Wohnröhren in den sandigen Boden, die mit Spinnseide ausgepolstert werden. Meist liegt deren Eingang versteckt unter Holz oder Treibgut. Die Wohnröhren werden bevorzugt in den in der Tiefe feuchten Sand, etwa 0,5 bis 1,5 Meter von der Uferlinie entfernt, angelegt.

## Lebenszyklus und Lebensweise
Die Art besitzt einen zweijährigen Lebenszyklus, dadurch können imaginale Spinnen zu allen Jahreszeiten angetroffen werden. Sie ist in Mitteleuropa zwischen März und November aktiv. Das Weibchen betreut die frisch geschlüpften Jungspinnen zwischen Juni und August, nachdem es vorher, wie typisch für die Wolfpinnen, die Eier in einem Eikokon mit sich herumgetragen hat. Die Jungspinnen sind danach bis in den Oktober aktiv, sie überwintern und werden erst im Spätsommer des folgenden Jahres geschlechtsreif. Sie streifen dann in einer Periode von etwa vier Wochen frei umher, ohne Schlupfwinkel zu bauen. Sie pflanzen sich erst im Frühjahr des folgenden Jahres fort. Zur Überwinterung verlassen die Tiere den Uferstreifen und legen weiter landeinwärts eine Überwinterungsröhre im Boden an. Treten in ihrem Lebensraum im Sommer Hochwässer auf, verschließen sie den Bau und warten in einer Luftblase darin den Rückgang des Wassers ab. Bei einer Untersuchung im Isartal (Bayern) wurde ein deutlicher Überschuss von Weibchen gegenüber Männchen von etwa 1,8 zu 1 registriert.

## Taxonomie
Die Gattung Arctosa ist in Deutschland mit acht Arten vertreten. Die Art bildet mit den sehr ähnlichen, im Mittelmeergebiet verbreiteten Arten Arctosa variana und Arctosa similis eine Artengruppe. Die von dem spanischen Arachnologen Franganillo beschriebene Unterart Arctosa cinerea obscura gilt heute als nicht mehr gerechtfertigt (Nomen dubium).

## Sonstiges
Die Art ist nach Anlage 1 der Bundesartenschutzverordnung besonders geschützt. Sie ist durch den Verbau von Flüssen und den Verlust von Wildflusslandschaften in Deutschland selten geworden und gilt hier als gefährdet. So konnten bei gezielter Nachsuche im Bundesland Nordrhein-Westfalen nur noch drei Vorkommen im Rheintal bestätigt werden.
Die Flussuferwolfspinne wurde von der Arachnologischen Gesellschaft e. V. (AraGes) zur Spinne des Jahres 2007 gewählt.